# パンアメリカン航空816便墜落事故
パンアメリカン航空816便墜落事故（パンアメリカンこうくう816びんついらくじこ）は、1973年7月22日に発生した航空事故である。オークランド国際空港からファアア国際空港を経由してロサンゼルス国際空港へ向かっていたパンアメリカン航空816便（ボーイング707-300）がファアア国際空港からの離陸直後に墜落し、乗員乗客79人中78人が死亡した。この事故はポリネシアで発生した航空事故としては最悪のものとなった。

## 事故の経緯
816便はオークランド国際空港からファアア国際空港を経由してロサンゼルス国際空港へ向かう国際定期旅客便だった。現地時間22時頃、816便はファアア国際空港の滑走路04から離陸した。機体は高度300フィート (91 m)まで上昇し、機長は左旋回を開始した。バンク角が大きくなり、816便は空港の北3km地点の海上へ墜落した。生存者はカナダ人の乗客1人のみだった。